# Kršna vas
Kršna vas (nemško Kristendorf) je naselje v Občini Žitara vas v Okraju Velikovec na Koroškem v Avstriji.